# II liga argentyńska w piłce nożnej (2000/2001)
Primera B Nacional 2000/2001
Mistrzem drugiej ligi argentyńskiej został klub CA Banfield, natomiast wicemistrzem – klub Nueva Chicago Buenos Aires.
Drugą ligę argentyńską po sezonie 2000/01 opuściły następujące kluby
| Klub                        | Przyczyna                                                                         |
| --------------------------- | --------------------------------------------------------------------------------- |
| CA Banfield                 | Awans do I ligi (mistrz II ligi)                                                  |
| Nueva Chicago Buenos Aires  | Awans do I ligi (wicemistrz II ligi)                                              |
| Ferro Carril Oeste          | Spadek do III ligi (ostatni w tabeli spadkowej Metropolitana)                     |
| CA Estudiantes              | Spadek do III ligi (przedostatni w tabeli spadkowej Metropolitana)                |
| Cipolletti                  | Spadek do III ligi (ostatni w tabeli spadkowej Interior)                          |
| General Paz Juniors Córdoba | Spadek do III ligi (przedostatni w tabeli spadkowej Interior)                     |
| San Martín Tucumán          | Spadek do III ligi (jedno z trzech najgorszych miejsc w tabeli spadkowej ogólnej) |
| San Miguel Buenos Aires     | Spadek do III ligi (jedno z trzech najgorszych miejsc w tabeli spadkowej ogólnej) |
| CA All Boys                 | Spadek do III ligi (jedno z trzech najgorszych miejsc w tabeli spadkowej ogólnej) |

Do drugiej ligi argentyńskiej po sezonie 2000/01 przybyły następujące kluby
| Klub                                | Przyczyna                                         |
| ----------------------------------- | ------------------------------------------------- |
| Almagro Buenos Aires                | Spadek z I ligi (przedostatni w tabeli spadkowej) |
| Los Andes Buenos Aires              | Spadek z I ligi (ostatni w tabeli spadkowej)      |
| Defensores de Belgrano Buenos Aires | Awans z III ligi (mistrz Primera B Metropolitana) |
| Huracán Tres Arroyos                | Awans z III ligi (mistrz Torneo Argentino A)      |

Druga liga zredukowana została z 30 do 25 klubów.

## Zona Metropolitana

### Metropolitana 1
| Data             | Mecz                                                                                           |
| ---------------- | ---------------------------------------------------------------------------------------------- |
| 26 sierpnia 2000 | Ferro Carril Oeste – Club El Porvenir 1:1 Meijide k – Cardozo                                  |
| 26 sierpnia 2000 | Nueva Chicago Buenos Aires – CA Platense 1:0 O. Gómez k                                        |
| 26 sierpnia 2000 | Arsenal Sarandí Buenos Aires – Central Córdoba Rosario 1:0 Carnero                             |
| 26 sierpnia 2000 | CA Argentino de Quilmes – CA Banfield 3:0 Domínguez, Bordi, Schiavi k                          |
| 27 sierpnia 2000 | CA Tigre – CA All Boys 0:0                                                                     |
| 5 września 2000  | San Miguel Buenos Aires – Defensa y Justicia Buenos Aires 0:4 Cuartas (2), Galleguillo, Grioni |

### Metropolitana 2
| Data            | Mecz |
| --------------- | --- |
| 2 września 2000 | Defensa y Justicia Buenos Aires – CA Tigre 1:1 Cuartas – Frangipane                                        |
| 2 września 2000 | CA All Boys – Arsenal Sarandí Buenos Aires 1:2 D. Yáñez – Soler (2)                                        |
| 2 września 2000 | Central Córdoba Rosario – CA Argentino de Quilmes 0:0                                                      |
| 2 września 2000 | CA Platense – Ferro Carril Oeste 2:2 Leva (2) – Grana, De la Canal                                         |
| 2 września 2000 | Club El Porvenir – CA Estudiantes 0:0                                                                      |
| 3 września 2000 | CA Banfield – Nueva Chicago Buenos Aires 6:1 Pavone, San Martín (2), Sánchez k, Leeb, Sanguinetti – Kloker |

### Metropolitana 3
| Data             | Mecz                                                                                            |
| ---------------- | ----------------------------------------------------------------------------------------------- |
| 9 września 2000  | Ferro Carril Oeste – CA Banfield 0:1 Sánchez k                                                  |
| 10 września 2000 | CA Argentino de Quilmes – CA All Boys 6:0 Bordi, Giampietri, Domínguez (2), Díaz, Corti         |
| 12 września 2000 | CA Estudiantes – CA Platense 0:1 Rodríguez                                                      |
| 12 września 2000 | Nueva Chicago Buenos Aires – Central Córdoba Rosario 0:2 Olmedo, Santos                         |
| 12 września 2000 | Arsenal Sarandí Buenos Aires – Defensa y Justicia Buenos Aires 2:1 Palavecino, Soler – Vallejos |
| 12 września 2000 | CA Tigre – San Miguel Buenos Aires 1:3 Laspada – Fernández, Giménez, Rodas                      |

### Metropolitana 4
| Data             | Mecz |
| ---------------- | --- |
| 16 września 2000 | San Miguel Buenos Aires – Arsenal Sarandí Buenos Aires 0:0                                                                    |
| 16 września 2000 | Defensa y Justicia Buenos Aires – CA Argentino de Quilmes 2:5 Sánchez, Rondina – Díaz, Clementz, Bordi, Giampietri, Schiavi k |
| 16 września 2000 | CA All Boys – Nueva Chicago Buenos Aires 0:2 Jesús, O. Gómez                                                                  |
| 16 września 2000 | Central Córdoba Rosario – Ferro Carril Oeste 2:1 Oliva, Jeandet – Bogado                                                      |
| 16 września 2000 | CA Banfield – CA Estudiantes 0:1 Gomis                                                                                        |
| 17 września 2000 | CA Platense – Club El Porvenir 3:0 Krikorián, Insaurralde, Ceballos                                                           |

### Metropolitana 5
| Data             | Mecz                                                                                       |
| ---------------- | ------------------------------------------------------------------------------------------ |
| 23 września 2000 | Club El Porvenir – CA Banfield 1:0 Colliard                                                |
| 23 września 2000 | CA Estudiantes – Central Córdoba Rosario 1:0 Galván                                        |
| 23 września 2000 | Ferro Carril Oeste – CA All Boys 1:3 Bogado – Biazotti, Vázquez (2)                        |
| 23 września 2000 | Nueva Chicago Buenos Aires – Defensa y Justicia Buenos Aires 2:1 Martens (2) – Galleguillo |
| 23 września 2000 | Arsenal Sarandí Buenos Aires – CA Tigre 1:0 Guaymas s                                      |
| 24 września 2000 | CA Argentino de Quilmes – San Miguel Buenos Aires 0:0                                      |

### Metropolitana 6
| Data             | Mecz                                                                                        |
| ---------------- | ------------------------------------------------------------------------------------------- |
| 28 września 2000 | CA Banfield – CA Platense 1:0 Leeb                                                          |
| 30 września 2000 | CA Tigre – CA Argentino de Quilmes 0:0                                                      |
| 30 września 2000 | San Miguel Buenos Aires – Nueva Chicago Buenos Aires 2:1 Delfino, Giménez – O. Gómez        |
| 30 września 2000 | Defensa y Justicia Buenos Aires – Ferro Carril Oeste 2:2 Grioni, Cuartas – Bogado, Quiñónez |
| 30 września 2000 | CA All Boys – CA Estudiantes 1:0 Villarreal                                                 |
| 30 września 2000 | Central Córdoba Rosario – Club El Porvenir 0:0                                              |

### Metropolitana 7
| Data                | Mecz                                                                             |
| ------------------- | -------------------------------------------------------------------------------- |
| 7 października 2000 | CA Platense – Central Córdoba Rosario 0:0                                        |
| 7 października 2000 | Club El Porvenir – CA All Boys 0:2 Dezotti – Yáñez                               |
| 7 października 2000 | CA Estudiantes – Defensa y Justicia Buenos Aires 0:1 Benítez                     |
| 7 października 2000 | Ferro Carril Oeste – San Miguel Buenos Aires 2:2 Tula, Figún – Fernández, Artaza |
| 7 października 2000 | Nueva Chicago Buenos Aires – CA Tigre 0:2 Barragán, Marinho                      |
| 7 października 2000 | CA Argentino de Quilmes – Arsenal Sarandí Buenos Aires 1:0 C. Díaz               |

### Metropolitana 8
| Data                 | Mecz                                                                 |
| -------------------- | -------------------------------------------------------------------- |
| 14 października 2000 | Arsenal Sarandí Buenos Aires – Nueva Chicago Buenos Aires 0:0        |
| 14 października 2000 | San Miguel Buenos Aires – CA Estudiantes 1:1 F. Fernández – J. Gómez |
| 14 października 2000 | Defensa y Justicia Buenos Aires – Club El Porvenir 1:0 Grioni        |
| 14 października 2000 | CA All Boys – CA Platense 0:0                                        |
| 14 października 2000 | Central Córdoba Rosario – CA Banfield 0:0                            |
| 15 października 2000 | CA Tigre – Ferro Carril Oeste 0:1 Mannara                            |

### Metropolitana 9
| Data                 | Mecz                                                                        |
| -------------------- | --------------------------------------------------------------------------- |
| 21 października 2000 | CA Platense – Defensa y Justicia Buenos Aires 1:0 Ceballos                  |
| 21 października 2000 | Club El Porvenir – San Miguel Buenos Aires 0:0                              |
| 21 października 2000 | CA Estudiantes – CA Tigre 2:2 Porcel, Galván – Lucco, Laspada k             |
| 21 października 2000 | Ferro Carril Oeste – Arsenal Sarandí Buenos Aires 1:0 Bogado                |
| 21 października 2000 | Nueva Chicago Buenos Aires – CA Argentino de Quilmes 2:0 O. Gómez, C. Gómez |
| 21 października 2000 | CA Banfield – CA All Boys 2:1 Forestello, Sánchez k – Dezotti               |

### Metropolitana 10
| Data                 | Mecz                                                                        |
| -------------------- | --------------------------------------------------------------------------- |
| 26 października 2000 | CA Tigre – Club El Porvenir 0:0                                             |
| 28 października 2000 | CA Argentino de Quilmes – Ferro Carril Oeste 2:0 Bordi, Braña               |
| 28 października 2000 | Arsenal Sarandí Buenos Aires – CA Estudiantes 1:0 Campodónico               |
| 28 października 2000 | San Miguel Buenos Aires – CA Platense 2:1 Fernández, D. Giménez – Krikorián |
| 28 października 2000 | Defensa y Justicia Buenos Aires – CA Banfield 0:1 Fonseca                   |
| 28 października 2000 | CA All Boys – Central Córdoba Rosario 0:2 Medina, Jeandet                   |

### Metropolitana 11
| Data             | Mecz                                                                                                 |
| ---------------- | --- |
| 4 listopada 2000 | Central Córdoba Rosario – Defensa y Justicia Buenos Aires 2:1 Santa Cruz, Leone – Frutos             |
| 4 listopada 2000 | CA Platense – CA Tigre 2:1 Maisterra, Formidábile – Barclay                                          |
| 4 listopada 2000 | Club El Porvenir – Arsenal Sarandí Buenos Aires 0:1 O. Espínola                                      |
| 4 listopada 2000 | CA Estudiantes – CA Argentino de Quilmes 3:2 Garay, Porcel k, Agostena – Giampietri, Bordi           |
| 4 listopada 2000 | Ferro Carril Oeste – Nueva Chicago Buenos Aires 1:2 Meijide k – O. Gómez, C. Gómez                   |
| 5 listopada 2000 | CA Banfield – San Miguel Buenos Aires 4:1 Leeb, Mazzucco, Sánchez k, Damián Giménez – Daniel Giménez |

### Metropolitana 12
| Data              | Mecz                                                                                          |
| ----------------- | --------------------------------------------------------------------------------------------- |
| 12 listopada 2000 | Nueva Chicago Buenos Aires – CA Estudiantes 2:1 C. Gómez k, Jesús – Porcel k                  |
| 12 listopada 2000 | CA Argentino de Quilmes – Club El Porvenir 2:1 Braña, Bordi – Cardozo                         |
| 12 listopada 2000 | Arsenal Sarandí Buenos Aires – CA Platense 3:1 Palavecino, Campodónico, Esmerado k – Molina s |
| 12 listopada 2000 | CA Tigre – CA Banfield 0:0                                                                    |
| 12 listopada 2000 | San Miguel Buenos Aires – Central Córdoba Rosario 3:1 Bernuez, Artaza, Giménez – Jeandet      |
| 12 listopada 2000 | Defensa y Justicia Buenos Aires – CA All Boys 2:0 Cuartas (2, 1k)                             |

### Metropolitana 13
| Data              | Mecz |
| ----------------- | --- |
| 18 listopada 2000 | CA All Boys – San Miguel Buenos Aires 0:1 Bernuez                                                        |
| 18 listopada 2000 | Central Córdoba Rosario – CA Tigre 0:1 Frangipane                                                        |
| 18 listopada 2000 | CA Banfield – Arsenal Sarandí Buenos Aires 2:0 Forestello, Mazzucco                                      |
| 18 listopada 2000 | CA Platense – CA Argentino de Quilmes 0:1 Bordi                                                          |
| 18 listopada 2000 | Club El Porvenir – Nueva Chicago Buenos Aires 4:3 Cinto, Báez (2), Aróstegui k – Farías, Jesús, O. Gómez |
| 19 listopada 2000 | CA Estudiantes – Ferro Carril Oeste 1:0 Galván                                                           |

### Metropolitana 14
| Data              | Mecz                                                                                        |
| ----------------- | ------------------------------------------------------------------------------------------- |
| 25 listopada 2000 | Club El Porvenir – Ferro Carril Oeste 2:2 Delfino, Franceschi – Cracco, Mannara             |
| 25 listopada 2000 | CA Platense – Nueva Chicago Buenos Aires 1:1 Santo – O. Gómez                               |
| 25 listopada 2000 | CA Banfield – CA Argentino de Quilmes 0:0                                                   |
| 25 listopada 2000 | CA All Boys – CA Tigre 1:2 Blanco – Frangipane, Laspada k                                   |
| 25 listopada 2000 | Defensa y Justicia Buenos Aires – San Miguel Buenos Aires 3:0 Agotegaray, Frutos k, Cuartas |
| 26 listopada 2000 | Central Córdoba Rosario – Arsenal Sarandí Buenos Aires 0:2 Campodónico, Carnero             |

### Metropolitana 15
| Data           | Mecz                                                                            |
| -------------- | ------------------------------------------------------------------------------- |
| 2 grudnia 2000 | Arsenal Sarandí Buenos Aires – CA All Boys 0:1 Franco                           |
| 2 grudnia 2000 | CA Argentino de Quilmes – Central Córdoba Rosario 2:1 Bordi (2) – Santa Cruz    |
| 2 grudnia 2000 | Nueva Chicago Buenos Aires – CA Banfield 2:2 Jesús, O. Gómez – Leeb, Forestello |
| 2 grudnia 2000 | Ferro Carril Oeste – CA Platense 0:4 F. Rodríguez (3), Santo                    |
| 2 grudnia 2000 | CA Estudiantes – Club El Porvenir 1:1 L. González – Aróstegui                   |
| 3 grudnia 2000 | CA Tigre – Defensa y Justicia Buenos Aires 2:1 Frangipane (2) – Vallejos        |

### Metropolitana 16
| Data            | Mecz                                                                                        |
| --------------- | ------------------------------------------------------------------------------------------- |
| 10 grudnia 2000 | CA Banfield – Ferro Carril Oeste 1:1 Sánchez – Benítez                                      |
| 10 grudnia 2000 | Central Córdoba Rosario – Nueva Chicago Buenos Aires 1:3 Herrera – Jesús, C. Gómez, Martens |
| 10 grudnia 2000 | CA All Boys – CA Argentino de Quilmes 0:1 Rodríguez                                         |
| 10 grudnia 2000 | Defensa y Justicia Buenos Aires – Arsenal Sarandí Buenos Aires 0:0                          |
| 10 grudnia 2000 | San Miguel Buenos Aires – CA Tigre 0:0                                                      |
| 11 grudnia 2000 | CA Platense – CA Estudiantes 3:0 Lovos, Rodríguez, Leva                                     |

### Metropolitana 17
| Data            | Mecz                                                                             |
| --------------- | -------------------------------------------------------------------------------- |
| 16 grudnia 2000 | CA Argentino de Quilmes – Defensa y Justicia Buenos Aires 1:0 Domínguez          |
| 16 grudnia 2000 | Nueva Chicago Buenos Aires – CA All Boys 2:2 Martens, O. Gómez – Diz (2)         |
| 16 grudnia 2000 | Ferro Carril Oeste – Central Córdoba Rosario 0:0                                 |
| 17 grudnia 2000 | Club El Porvenir – CA Platense 1:2 Amadei – Santo, Krikorián                     |
| 17 grudnia 2000 | Arsenal Sarandí Buenos Aires – San Miguel Buenos Aires 1:1 Palavecino – Zaragoza |
| 17 grudnia 2000 | CA Estudiantes – CA Banfield 2:2 Porcel, Goroso – Leeb, Castro                   |

### Metropolitana 18
| Data           | Mecz                                                                                 |
| -------------- | ------------------------------------------------------------------------------------ |
| 17 lutego 2001 | CA Banfield – Club El Porvenir 1:0 Leeb                                              |
| 17 lutego 2001 | Central Córdoba Rosario – CA Estudiantes 2:0 Formica, Jeandet                        |
| 17 lutego 2001 | CA All Boys – Ferro Carril Oeste 0:0                                                 |
| 17 lutego 2001 | CA Tigre – Arsenal Sarandí Buenos Aires 1:2 Barclay – Mannara, Campodónico           |
| 17 lutego 2001 | Defensa y Justicia Buenos Aires – Nueva Chicago Buenos Aires 0:4 Manrique, Jesús (3) |
| 18 lutego 2001 | San Miguel Buenos Aires – CA Argentino de Quilmes 0:3 Domínguez (2), Sá              |

### Metropolitana 19
| Data           | Mecz                                                                                          |
| -------------- | --------------------------------------------------------------------------------------------- |
| 22 lutego 2001 | Ferro Carril Oeste – Defensa y Justicia Buenos Aires 2:3 Meijide k, Tula – Grioni, Genero (2) |
| 24 lutego 2001 | CA Argentino de Quilmes – CA Tigre 3:1 Sá, Bordi (2) – Laspada k                              |
| 24 lutego 2001 | Club El Porvenir – Central Córdoba Rosario 0:0                                                |
| 24 lutego 2001 | CA Platense – CA Banfield 1:2 Rodríguez – Krikorián s, Forestello                             |
| 24 lutego 2001 | Nueva Chicago Buenos Aires – San Miguel Buenos Aires 2:1 Jesús, C. Gómez – Correa             |
| 24 lutego 2001 | CA Estudiantes – CA All Boys 0:1 Diz                                                          |

### Metropolitana 20
| Data         | Mecz                                                                                  |
| ------------ | ------------------------------------------------------------------------------------- |
| 3 marca 2001 | CA All Boys – Club El Porvenir 3:3 Virardi, Diz, Pizzela – Amadei (2), Aróstegui      |
| 3 marca 2001 | Defensa y Justicia Buenos Aires – CA Estudiantes 1:1 Sánchez – Rossi                  |
| 3 marca 2001 | San Miguel Buenos Aires – Ferro Carril Oeste 2:0 Giménez (2)                          |
| 3 marca 2001 | CA Tigre – Nueva Chicago Buenos Aires 1:1 Frangipane – C. Gómez                       |
| 3 marca 2001 | Arsenal Sarandí Buenos Aires – CA Argentino de Quilmes 2:1 Mannara, Esmerado – Alayes |
| 4 marca 2001 | Central Córdoba Rosario – CA Platense 0:2 Rodríguez, Formidábile                      |

### Metropolitana 21
| Data          | Mecz |
| ------------- | --- |
| 10 marca 2001 | Ferro Carril Oeste – CA Tigre 0:0                                                                                        |
| 10 marca 2001 | Club El Porvenir – Defensa y Justicia Buenos Aires 0:1 Rodríguez                                                         |
| 10 marca 2001 | CA Estudiantes – San Miguel Buenos Aires 1:1 González – Rodas                                                            |
| 10 marca 2001 | CA Banfield – Central Córdoba Rosario 3:1 Leeb, González, Forestello – Aira k                                            |
| 10 marca 2001 | Nueva Chicago Buenos Aires – Arsenal Sarandí Buenos Aires 2:3 Martens, C. Gómez – González, Morales, Campodónico         |
| 11 marca 2001 | CA Platense – CA All Boys z powodu zajść na trybunach nie doszło tego dnia do rozegrania meczu – mecz rozegrano 20 marca |
| 20 marca 2001 | CA Platense – CA All Boys 0:1 Yáñez k                                                                                    |

### Metropolitana 22
| Data          | Mecz |
| ------------- | --- |
| 17 marca 2001 | CA All Boys – CA Banfield 0:4 Sánchez (2), Leeb (2)                                                                |
| 17 marca 2001 | Defensa y Justicia Buenos Aires – CA Platense 2:1 Cuartas, Sánchez – Hirsig                                        |
| 17 marca 2001 | San Miguel Buenos Aires – Club El Porvenir 1:1 Correa – Lago Estalote                                              |
| 17 marca 2001 | Arsenal Sarandí Buenos Aires – Ferro Carril Oeste 4:1 Campodónico, P. González, Palavecino, R. Mannara – Velázquez |
| 17 marca 2001 | CA Argentino de Quilmes – Nueva Chicago Buenos Aires 3:1 Bordi (2), Rodríguez – O. Gómez k                         |
| 18 marca 2001 | CA Tigre – CA Estudiantes 1:1 Barclay – Agostena                                                                   |

### Metropolitana 23
| Data          | Mecz                                                                                           |
| ------------- | ---------------------------------------------------------------------------------------------- |
| 26 marca 2001 | Central Córdoba Rosario – CA All Boys 1:1 Jeandet – Yáñez                                      |
| 26 marca 2001 | CA Estudiantes – Arsenal Sarandí Buenos Aires 4:2 Goroso (3), Garay – Marangoni, Campodónico k |
| 26 marca 2001 | Club El Porvenir – CA Tigre 0:1 Ávila                                                          |
| 26 marca 2001 | CA Platense – San Miguel Buenos Aires 3:3 Santo, Leva k, Verón k – Delfino, Rodas, Zaragoza    |
| 26 marca 2001 | CA Banfield – Defensa y Justicia Buenos Aires 1:1 Leeb – Cuartas                               |
| 26 marca 2001 | Ferro Carril Oeste – CA Argentino de Quilmes 1:2 Costas – Clementz, Sá                         |

### Metropolitana 24
| Data          | Mecz                                                                                         |
| ------------- | -------------------------------------------------------------------------------------------- |
| 31 marca 2001 | Defensa y Justicia Buenos Aires – Central Córdoba Rosario 1:2 Género – Celebroni, Pochettino |
| 31 marca 2001 | San Miguel Buenos Aires – CA Banfield 2:5 F. Fernández (2) – Rodas s, Del Río (2), Leeb (2)  |
| 31 marca 2001 | CA Tigre – CA Platense 1:1 Frangipane k – F. Rodríguez                                       |
| 31 marca 2001 | Arsenal Sarandí Buenos Aires – Club El Porvenir 0:0                                          |
| 31 marca 2001 | CA Argentino de Quilmes – CA Estudiantes 5:0 Pagés (2), A. Rodríguez (2), Giampietri         |
| 31 marca 2001 | Nueva Chicago Buenos Aires – Ferro Carril Oeste 3:0 Martens, Jesús, Manrique                 |

### Metropolitana 25
| Data            | Mecz                                                                                 |
| --------------- | ------------------------------------------------------------------------------------ |
| 5 kwietnia 2001 | CA Platense – Arsenal Sarandí Buenos Aires 1:2 Verón k – Esmerado, Morales           |
| 7 kwietnia 2001 | CA Estudiantes – Nueva Chicago Buenos Aires 2:2 Meske, Nicastro – Herbella, Manrique |
| 7 kwietnia 2001 | Club El Porvenir – CA Argentino de Quilmes 1:1 Estanciero – Corti                    |
| 7 kwietnia 2001 | Central Córdoba Rosario – San Miguel Buenos Aires 2:1 Santa Cruz, Fórmica – Correa   |
| 7 kwietnia 2001 | CA All Boys – Defensa y Justicia Buenos Aires 1:0 Yáñez k                            |
| 7 kwietnia 2001 | CA Banfield – CA Tigre 1:0 Leeb                                                      |

### Metropolitana 26
| Data             | Mecz                                                                                |
| ---------------- | ----------------------------------------------------------------------------------- |
| 14 kwietnia 2001 | San Miguel Buenos Aires – CA All Boys 0:1 Yáñez k                                   |
| 14 kwietnia 2001 | CA Tigre – Central Córdoba Rosario 0:1 Jeandet                                      |
| 14 kwietnia 2001 | Nueva Chicago Buenos Aires – Club El Porvenir 1:1 Sánchez, Cardozo                  |
| 14 kwietnia 2001 | Ferro Carril Oeste – CA Estudiantes 3:0 Costas (3)                                  |
| 14 kwietnia 2001 | Arsenal Sarandí Buenos Aires – CA Banfield 1:2 Campodónico k – Sánchez (2)          |
| 15 kwietnia 2001 | CA Argentino de Quilmes – CA Platense 2:3 Parra, Bordi – Rodríguez, Leva, Maisterra |

### Tabela Zona Metropolitana
| Poz | Klub                            | Mecze | Zw | Rem | Por | Pkt | BrZd | BrStr |
| --- | ------------------------------- | ----- | -- | --- | --- | --- | ---- | ----- |
| 1   | CA Argentino de Quilmes         | 15    | 5  | 4   | 46  | 24  | 18   | 50    |
| 2   | CA Banfield                     | 14    | 7  | 3   | 41  | 24  | 19   | 49    |
| 3   | Arsenal Sarandí Buenos Aires    | 13    | 5  | 6   | 30  | 24  | 21   | 44    |
| 4   | Nueva Chicago Buenos Aires      | 10    | 7  | 7   | 40  | 24  | 36   | 37    |
| 5   | CA Platense                     | 9     | 6  | 9   | 32  | 24  | 25   | 33    |
| 6   | Central Córdoba Rosario         | 8     | 7  | 9   | 20  | 24  | 23   | 31    |
| 7   | CA All Boys                     | 8     | 6  | 10  | 20  | 24  | 31   | 30    |
| 8   | Defensa y Justicia Buenos Aires | 8     | 5  | 11  | 29  | 24  | 31   | 29    |
| 9   | San Miguel Buenos Aires         | 6     | 10 | 8   | 27  | 24  | 37   | 28    |
| 10  | CA Tigre                        | 5     | 11 | 8   | 18  | 24  | 22   | 26    |
| 11  | CA Estudiantes                  | 5     | 9  | 10  | 22  | 24  | 35   | 24    |
| 12  | Club El Porvenir                | 2     | 13 | 9   | 17  | 24  | 27   | 19    |
| 13  | Ferro Carril Oeste              | 3     | 9  | 12  | 22  | 24  | 39   | 18    |

### Tabela spadkowa Metropolitana
| Poz | Klub                            | 1998/99 pkt | 1999/00 pkt | 2000/01 pkt/m | Razem pkt/mecze | Średnia |
| --- | ------------------------------- | ----------- | ----------- | ------------- | --------------- | ------- |
| 1   | CA Argentino de Quilmes         | 47          | 63          | 50/24         | 160/90          | 1.778   |
| 2   | Arsenal Sarandí Buenos Aires    | 57          | 55          | 44/24         | 156/90          | 1.733   |
| 3   | CA Banfield                     | 43          | 59          | 49/24         | 151/90          | 1.678   |
| 4   | Defensa y Justicia Buenos Aires | 44          | 52          | 29/24         | 125/90          | 1.389   |
| 5   | CA Platense                     | 0           | 45          | 33/24         | 78/58           | 1.345   |
| 6   | CA Tigre                        | 43          | 45          | 26/24         | 114/90          | 1.267   |
| 7   | Club El Porvenir                | 45          | 50          | 19/24         | 114/90          | 1.267   |
| 8   | Nueva Chicago Buenos Aires      | 44          | 33          | 37/24         | 114/90          | 1.267   |
| 9   | Central Córdoba Rosario         | 43          | 38          | 31/24         | 112/90          | 1.244   |
| 10  | CA All Boys                     | 51          | 29          | 30/24         | 110/90          | 1.222   |
| 11  | San Miguel Buenos Aires         | 43          | 35          | 28/24         | 106/90          | 1.178   |
| 12  | CA Estudiantes                  | 0           | 0           | 24/24         | 24/24           | 1.000   |
| 13  | Ferro Carril Oeste              | 0           | 0           | 18/24         | 18/24           | 0.750   |

## Zona Interior

### Interior 1
| Data             | Mecz                                                                               |
| ---------------- | ---------------------------------------------------------------------------------- |
| 12 sierpnia 2000 | San Martín Tucumán – Juventud Antoniana Salta 0:1 Velarde                          |
| 12 sierpnia 2000 | General Paz Juniors Córdoba – San Martín San Juan 0:1 Caballero                    |
| 12 sierpnia 2000 | Almirante Brown Arrecifes – Gimnasia y Esgrima Concepcion del Uruguay 0:1 Iglesias |
| 13 sierpnia 2000 | San Martín Mendoza – Racing Córdoba 0:1 Becerra                                    |
| 13 sierpnia 2000 | Cipolletti – Atlético Tucumán 2:0 Homman, Beltrán s                                |
| 13 sierpnia 2000 | Villa Mitre Bahía Blanca – Independiente Rivadavia Mendoza 1:0 Gerk                |
| 30 sierpnia 2000 | Godoy Cruz Antonio Tomba – Olimpo Bahía Blanca 3:0 Abaurre, Cabrera, Torresi       |
| 20 września 2000 | Instituto Córdoba – Gimnasia y Esgrima Jujuy 4:0 Ríos, W. Jiménez, Maldonado (2)   |

### Interior 2
| Data             | Mecz                                                                                                   |
| ---------------- | --- |
| 17 sierpnia 2000 | Independiente Rivadavia Mendoza – Cipolletti 3:0 Canedo k, Paratore, Favre                             |
| 19 sierpnia 2000 | Racing Córdoba – Almirante Brown Arrecifes 0:0                                                         |
| 19 sierpnia 2000 | Gimnasia y Esgrima Jujuy – Villa Mitre Bahía Blanca 3:0 Cartes (2), Czornomaz                          |
| 20 sierpnia 2000 | Atlético Tucumán – San Martín Mendoza 0:2 Videla, Raggio k                                             |
| 20 sierpnia 2000 | San Martín San Juan – San Martín Tucumán 2:0 Caballero, Díaz                                           |
| 20 sierpnia 2000 | Juventud Antoniana Salta – Godoy Cruz Antonio Tomba 3:1 Alfaro, Hernández (2) – Oste                   |
| 20 sierpnia 2000 | Olimpo Bahía Blanca – Atlético Rafaela 1:1 Del Cero – Cantoro                                          |
| 21 sierpnia 2000 | Gimnasia y Esgrima Concepcion del Uruguay – General Paz Juniors Córdoba 2:1 Leguizamón, Quiña – Cuello |

### Interior 3
| Data             | Mecz                                                                         |
| ---------------- | ---------------------------------------------------------------------------- |
| 24 sierpnia 2000 | Atlético Rafaela – Juventud Antoniana Salta 2:0 Rosales, García              |
| 26 sierpnia 2000 | Godoy Cruz Antonio Tomba – San Martín San Juan 1:0 Nicotra                   |
| 26 sierpnia 2000 | San Martín Tucumán – Gimnasia y Esgrima Concepcion del Uruguay 0:0           |
| 26 sierpnia 2000 | General Paz Juniors Córdoba – Racing Córdoba 1:2 Ríos – Becerra, L. Martínez |
| 26 sierpnia 2000 | Almirante Brown Arrecifes – Atlético Tucumán 0:2 Ábalos (2)                  |
| 26 sierpnia 2000 | San Martín Mendoza – Independiente Rivadavia Mendoza 0:0                     |
| 26 sierpnia 2000 | Cipolletti – Gimnasia y Esgrima Jujuy 0:2 Herrera, Cartes                    |
| 26 sierpnia 2000 | Villa Mitre Bahía Blanca – Instituto Córdoba 3:0 Gerk (3)                    |

### Interior 4
| Data             | Mecz                                                                                         |
| ---------------- | -------------------------------------------------------------------------------------------- |
| 31 sierpnia 2000 | Instituto Córdoba – Cipolletti 2:2 Maldonado, Miranda – Godoy, Urbano                        |
| 2 września 2000  | Independiente Rivadavia Mendoza – Almirante Brown Arrecifes 1:2 Paratore – Lescano k, Guerra |
| 2 września 2000  | San Martín San Juan – Atlético Rafaela 1:1 Marini – Barrientos                               |
| 3 września 2000  | Gimnasia y Esgrima Jujuy – San Martín Mendoza 2:0 Testa, Mencia                              |
| 3 września 2000  | Atlético Tucumán – Gral. Paz Juniors 2:0 Sosa, Ibáñez                                        |
| 3 września 2000  | Racing Córdoba – San Martín Tucumán 0:0                                                      |
| 3 września 2000  | Gimnasia y Esgrima Concepcion del Uruguay – Godoy Cruz Antonio Tomba 2:0 Colombo, Leguizamón |
| 3 września 2000  | Juventud Antoniana Salta – Olimpo Bahía Blanca 2:0 Silva (2)                                 |

### Interior 5
| Data             | Mecz |
| ---------------- | --- |
| 7 września 2000  | Almirante Brown Arrecifes – Gimnasia y Esgrima Jujuy 4:2 Testa s, Castano, Porcel, Aranzadi – Czornomaz (2, 1k) |
| 9 września 2000  | Atlético Rafaela – Gimnasia y Esgrima Concepcion del Uruguay 0:3 Leguizamón, Iglesias, Grelak k                 |
| 9 września 2000  | Godoy Cruz Antonio Tomba – Racing Córdoba 2:1 Dillon, Oste – Becerra k                                          |
| 10 września 2000 | San Martín Tucumán – Atlético Tucumán 0:0                                                                       |
| 10 września 2000 | General Paz Juniors Córdoba – Independiente Rivadavia Mendoza 1:1 Ríos – Ortiz                                  |
| 10 września 2000 | San Martín Mendoza – Instituto Córdoba 1:0 Villalba                                                             |
| 10 września 2000 | Cipolletti – Villa Mitre Bahía Blanca 2:0 Cella Ruggeri, Urbano                                                 |
| 11 września 2000 | Olimpo Bahía Blanca – San Martín San Juan 3:1 Álvarez (2), Cuenca Saldíval k – Marini                           |

### Interior 6
| Data             | Mecz                                                                                           |
| ---------------- | ---------------------------------------------------------------------------------------------- |
| 14 września 2000 | Independiente Rivadavia Mendoza – San Martín Tucumán 3:0 Centeno, Saccone, Del Bosco           |
| 15 września 2000 | Instituto Córdoba – Almirante Brown Arrecifes 3:1 Antuña (2), Maldonado – Guerra               |
| 16 września 2000 | Gimnasia y Esgrima Jujuy – Gral. Paz Juniors 3:1 Czornomaz (2), Comelles – Ríos                |
| 16 września 2000 | Villa Mitre Bahía Blanca – San Martín Mendoza 2:1 Gerk (2) – Novarese                          |
| 16 września 2000 | Atlético Tucumán – Godoy Cruz Antonio Tomba 1:1 Beltrán k – Martínez                           |
| 16 września 2000 | Racing Córdoba – Atlético Rafaela 2:0 Salas, Watson                                            |
| 16 września 2000 | Gimnasia y Esgrima Concepcion del Uruguay – Olimpo Bahía Blanca 2:1 Sena, Leguizamón – Álvarez |
| 16 września 2000 | San Martín San Juan – Juventud Antoniana Salta 1:0 Lisi                                        |

### Interior 7
| Data             | Mecz                                                                                     |
| ---------------- | ---------------------------------------------------------------------------------------- |
| 21 września 2000 | Juventud Antoniana Salta – Gimnasia y Esgrima Concepcion del Uruguay 2:0 Saavedra, Silva |
| 22 września 2000 | Almirante Brown Arrecifes – Villa Mitre Bahía Blanca 1:1 Lezcano – Pelanda               |
| 22 września 2000 | Atlético Rafaela – Atlético Tucumán 1:2 Del Bono – Saavedra, Barreto                     |
| 23 września 2000 | Godoy Cruz Antonio Tomba – Independiente Rivadavia Mendoza 1:0 Abaurre                   |
| 23 września 2000 | San Martín Tucumán – Gimnasia y Esgrima Jujuy 3:0 Corbalán, López Maradona (2)           |
| 23 września 2000 | General Paz Juniors Córdoba – Instituto Córdoba 0:0                                      |
| 24 września 2000 | Olimpo Bahía Blanca – Racing Córdoba 1:0 Galarza                                         |
| 24 września 2000 | San Martín Mendoza – Cipolletti 4:1 Batalla, Villalba, Bermegui (2) – Homman             |

### Interior 8
| Data             | Mecz                                                                                             |
| ---------------- | ------------------------------------------------------------------------------------------------ |
| 27 września 2000 | Cipolletti – Almirante Brown Arrecifes 2:2 Parra k, Urbano – Castano, Guerra                     |
| 27 września 2000 | Villa Mitre Bahía Blanca – General Paz Juniors Córdoba 0:2 Módica, Colazo                        |
| 27 września 2000 | Instituto Córdoba – San Martín Tucumán 2:1 Amato, D. Jiménez – Comba                             |
| 27 września 2000 | Gimnasia y Esgrima Jujuy – Godoy Cruz Antonio Tomba 0:1 Oste                                     |
| 27 września 2000 | Independiente Rivadavia Mendoza – Atlético Rafaela 2:0 Saccone, Del Bosco                        |
| 27 września 2000 | Atlético Tucumán – Olimpo Bahía Blanca 1:1 Beltrán k – Spontón                                   |
| 27 września 2000 | Racing Córdoba – Juventud Antoniana Salta 2:0 Becerra, Watson                                    |
| 27 września 2000 | Gimnasia y Esgrima Concepcion del Uruguay – San Martín San Juan 3:1 Colombo, Iglesias (2) – Díaz |

### Interior 9
| Data                | Mecz                                                                      |
| ------------------- | ------------------------------------------------------------------------- |
| 1 października 2000 | San Martín San Juan – Racing Córdoba 1:0 Godoy                            |
| 1 października 2000 | Juventud Antoniana Salta – Atlético Tucumán 0:3 Saavedra, Barreto, Ibáñez |
| 1 października 2000 | Olimpo Bahía Blanca – Independiente Rivadavia Mendoza 2:0 M. Álvarez (2)  |
| 1 października 2000 | Atlético Rafaela – Gimnasia y Esgrima Jujuy 0:0                           |
| 1 października 2000 | Godoy Cruz Antonio Tomba – Instituto Córdoba 0:0                          |
| 1 października 2000 | San Martín Tucumán – Villa Mitre Bahía Blanca 1:0 Comba                   |
| 1 października 2000 | General Paz Juniors Córdoba – Cipolletti 1:1 Dertycia – Godoy             |
| 1 października 2000 | Almirante Brown Arrecifes – San Martín Mendoza 0:0                        |

### Interior 10
| Data                | Mecz                                                                                               |
| ------------------- | -------------------------------------------------------------------------------------------------- |
| 5 października 2000 | Racing Córdoba – Gimnasia y Esgrima Concepcion del Uruguay 1:1 Salas – Leguizamón                  |
| 6 października 2000 | Instituto Córdoba – Atlético Rafaela 2:1 Amato, Maldonado – Castro                                 |
| 6 października 2000 | Atlético Tucumán – San Martín San Juan 2:1 Colusso, Saavedra – Cativa s                            |
| 8 października 2000 | San Martín Mendoza – General Paz Juniors Córdoba 2:1 Villalba, Bermegui – Reinoso                  |
| 8 października 2000 | Cipolletti – San Martín Tucumán 1:1 Cela Ruggeri – Katip                                           |
| 8 października 2000 | Villa Mitre Bahía Blanca – Godoy Cruz Antonio Tomba 2:0 Zwenger, Ochoa                             |
| 8 października 2000 | Gimnasia y Esgrima Jujuy – Olimpo Bahía Blanca 3:0 Piro, Coronel, Czornomaz                        |
| 8 października 2000 | Independiente Rivadavia Mendoza – Juventud Antoniana Salta 4:0 Saccone (2), Paratore, D. Fernández |

### Interior 11
| Data                 | Mecz                                                                                   |
| -------------------- | -------------------------------------------------------------------------------------- |
| 12 października 2000 | Juventud Antoniana Salta – Gimnasia y Esgrima Jujuy 1:0 Contreras                      |
| 13 października 2000 | Olimpo Bahía Blanca – Instituto Córdoba 1:2 M. Álvarez – Antuña, Brusco k              |
| 13 października 2000 | Atlético Rafaela – Villa Mitre Bahía Blanca 3:1 C. Torres (2), Cantoro – Ruiz Díaz s   |
| 13 października 2000 | San Martín Tucumán – San Martín Mendoza 1:2 Comba k – Villalba, Martínez               |
| 14 października 2000 | San Martín San Juan – Independiente Rivadavia Mendoza 1:0 Marini                       |
| 14 października 2000 | Godoy Cruz Antonio Tomba – Cipolletti 2:1 Oste k, Abaurre – Godoy                      |
| 14 października 2000 | General Paz Juniors Córdoba – Almirante Brown Arrecifes 1:2 Calabrese – Osella, Guerra |
| 15 października 2000 | Gimnasia y Esgrima Concepcion del Uruguay – Atlético Tucumán 1:0 Iglesias              |

### Interior 12
| Data                 | Mecz                                                                                                   |
| -------------------- | --- |
| 19 października 2000 | Atlético Tucumán – Racing Córdoba 1:1 Barreto – Capdevilla                                             |
| 20 października 2000 | Instituto Córdoba – Juventud Antoniana Salta 6:1 Jiménez (2, 1k), Antuña, Amato, Felicia, Ríos – Silva |
| 20 października 2000 | Independiente Rivadavia Mendoza – Gimnasia y Esgrima Concepcion del Uruguay 1:1 Del Bosco – Noir       |
| 20 października 2000 | Almirante Brown Arrecifes – San Martín Tucumán 2:0 Guerra, Lezcano k                                   |
| 20 października 2000 | Cipolletti – Atlético Rafarela 0:2 Torres, Del Bono                                                    |
| 21 października 2000 | Gimnasia y Esgrima Jujuy – San Martín San Juan 0:0                                                     |
| 22 października 2000 | San Martín Mendoza – Godoy Cruz Antonio Tomba 4:1 Panela, Bermegui (2), De María – Martínez            |
| 22 października 2000 | Villa Mitre Bahía Blanca – Olimpo Bahía Blanca 1:0 del Cero                                            |

### Interior 13
| Data                 | Mecz                                                                                      |
| -------------------- | ----------------------------------------------------------------------------------------- |
| 25 października 2000 | Racing Córdoba – Independiente Rivadavia Mendoza 2:1 Capdevilla, Álvarez – Favre          |
| 25 października 2000 | Gimnasia y Esgrima Concepcion del Uruguay – Gimnasia y Esgrima Jujuy 0:1 Biasotto         |
| 25 października 2000 | San Martín San Juan – Instituto Córdoba 0:1 Amato                                         |
| 25 października 2000 | Juventud Antoniana Salta – Villa Mitre Bahía Blanca 1:0 Alfaro                            |
| 25 października 2000 | Olimpo Bahía Blanca – Cipolletti 2:0 Pais, Álvarez                                        |
| 25 października 2000 | Atlético Rafaela – San Martín Mendoza 1:1 Cantoro – Novarese                              |
| 25 października 2000 | Godoy Cruz Antonio Tomba – Almirante Brown Arrecifes 3:1 Abaurre, Oldrá, Osela s – Guerra |
| 25 października 2000 | San Martín Tucumán – General Paz Juniors Córdoba 3:1 Comba (2, 1k), Ruiz – Calabrese      |

### Interior 14
| Data                 | Mecz                                                                                              |
| -------------------- | ------------------------------------------------------------------------------------------------- |
| 29 października 2000 | General Paz Juniors Córdoba – Godoy Cruz Antonio Tomba 1:0 Bozzoletti                             |
| 29 października 2000 | Almirante Brown Arrecifes – Atlético Rafaela 2:0 Guerra (2)                                       |
| 29 października 2000 | San Martín Mendoza – Olimpo Bahía Blanca 1:0 Bermegui                                             |
| 29 października 2000 | Cipolletti – Juventud Antoniana Salta 0:1 Silva                                                   |
| 29 października 2000 | Villa Mitre Bahía Blanca – San Martín San Juan 2:0 Ochoa, Severini                                |
| 29 października 2000 | Instituto Córdoba – Gimnasia y Esgrima Concepcion del Uruguay 4:0 Sánchez (2), D. Jiménez (2, 1k) |
| 29 października 2000 | Gimnasia y Esgrima Jujuy – Racing Córdoba 1:1 Coronel – Bértola                                   |
| 29 października 2000 | Independiente Rivadavia Mendoza – Atlético Tucumán 4:0 Favre, Paratore, Del Bosco, Álvarez        |

### Interior 15
| Data             | Mecz                                                                                  |
| ---------------- | ------------------------------------------------------------------------------------- |
| 2 listopada 2000 | Godoy Cruz Antonio Tomba – San Martín Tucumán 0:1 Pereyra                             |
| 3 listopada 2000 | Atlético Tucumán – Gimnasia y Esgrima Jujuy 0:2 Czornomaz, Coronel                    |
| 3 listopada 2000 | San Martín San Juan – Cipolletti 4:1 R. González, Marini, Molina – Godoy              |
| 4 listopada 2000 | Racing Córdoba – Instituto Córdoba 0:2 Amato, Ríos                                    |
| 4 listopada 2000 | Atlético Rafaela – General Paz Juniors Córdoba 0:0                                    |
| 4 listopada 2000 | Gimnasia y Esgrima Concepcion del Uruguay – Villa Mitre Bahía Blanca 0:1 Coronel      |
| 4 listopada 2000 | Juventud Antoniana Salta – San Martín Mendoza 2:2 Contreras, Alfaro, García, Bermegui |
| 4 listopada 2000 | Olimpo Bahía Blanca – Almirante Brown Arrecifes 1:2 Cabrera – Guerra, Castano         |

### Interior 16
| Data              | Mecz |
| ----------------- | --- |
| 9 listopada 2000  | Almirante Brown Arrecifes – Juventud Antoniana Salta 1:1 Orellano – Iturrieta                              |
| 10 listopada 2000 | San Martín Tucumán – Atlético Rafaela 0:1 Torres                                                           |
| 10 listopada 2000 | General Paz Juniors Córdoba – Olimpo Bahía Blanca 3:1 Ramos s, Ríos, Brandán – Pais                        |
| 10 listopada 2000 | San Martín Mendoza – San Martín San Juan 1:0 Demaría                                                       |
| 10 listopada 2000 | Cipolletti – Gimnasia y Esgrima Concepcion del Uruguay 1:1 Homann – Quiña                                  |
| 10 listopada 2000 | Villa Mitre Bahía Blanca – Racing Córdoba 5:1 Del Cero, Landeiro, Zwenger, Luppino, Larroque k – Becerra k |
| 10 listopada 2000 | Instituto Córdoba – Atlético Tucumán 2:0 Amato, Moyano                                                     |
| 10 listopada 2000 | Gimnasia y Esgrima Jujuy – Independiente Rivadavia Mendoza 1:0 Comelles                                    |

### Interior 17
| Data              | Mecz                                                                                    |
| ----------------- | --------------------------------------------------------------------------------------- |
| 16 listopada 2000 | Gimnasia y Esgrima Concepcion del Uruguay – San Martín Mendoza 1:0 Leguizamón           |
| 17 listopada 2000 | Atlético Tucumán – Villa Mitre Bahía Blanca 3:1 Ibáñez, Coronel s, Ábalos – Zwenger     |
| 17 listopada 2000 | Racing Córdoba – Cipolletti 3:1 Becerra (2), Capdevilla – Homann                        |
| 17 listopada 2000 | San Martín San Juan – Almirante Brown Arrecifes 1:1 Marini – Guerra                     |
| 17 listopada 2000 | Juventud Antoniana Salta – General Paz Juniors Córdoba 0:0                              |
| 19 listopada 2000 | Olimpo Bahía Blanca – San Martín Tucumán 2:2 Rodríguez, Álvarez – Katip, Mércuri        |
| 19 listopada 2000 | Independiente Rivadavia Mendoza – Instituto Córdoba 1:3 Saccone – Amato (2), D. Jiménez |
| 19 listopada 2000 | Atlético Rafaela – Godoy Cruz Antonio Tomba 3:2 Del Bono, Rosín, Romero k – Dillon (2)  |

### Interior 18
| Data              | Mecz |
| ----------------- | --- |
| 26 listopada 2000 | Olimpo Bahía Blanca – Godoy Cruz Antonio Tomba 3:2 Del Orte, Cuenca Zaldívar, Pais – Abaurre, Dillon k                        |
| 26 listopada 2000 | Juventud Antoniana Salta – San Martín Tucumán 2:1 Ramasco, Berardi – Ruiz                                                     |
| 26 listopada 2000 | San Martín San Juan – General Paz Juniors Córdoba 2:2 Marini, Molina – Galarza, Reinoso                                       |
| 26 listopada 2000 | Gimnasia y Esgrima Concepcion del Uruguay – Almirante Brown Arrecifes 4:1 Vendakis, Leguizamón, Montalbetti, Colombo – Guerra |
| 26 listopada 2000 | Racing Córdoba – San Martín Mendoza 4:2 Juárez (2), Bértola, Salas – Fernández, Velásquez                                     |
| 26 listopada 2000 | Atlético Tucumán – Cipolletti 2:0 Rami, Colusso                                                                               |
| 26 listopada 2000 | Independiente Rivadavia Mendoza – Villa Mitre Bahía Blanca 1:0 Favre                                                          |
| 26 listopada 2000 | Gimnasia y Esgrima Jujuy – Instituto Córdoba 0:0                                                                              |

### Interior 19
| Data              | Mecz |
| ----------------- | --- |
| 30 listopada 2000 | Atlético Rafaela – Olimpo Bahía Blanca 2:1 Bonnet, Torres – M. Álvarez k |
| 1 grudnia 2000    | Godoy Cruz Antonio Tomba – Juventud Antoniana Salta 2:1 Abaurre, Oldrá – Saavedra |
| 2 grudnia 2000    | Cipolletti – Independiente Rivadavia Mendoza 1:1 Parra k – Favre k |
| 3 grudnia 2000    | Villa Mitre Bahía Blanca – Gimnasia y Esgrima Jujuy 1:0 Larroque k mecz przerwany w 77 minucie z powodu awantur na trybunach – dokończony 6 marca 2001                                                                                        |
| 3 grudnia 2000    | San Martín Mendoza – Atlético Tucumán 0:1 Molina |
| 3 grudnia 2000    | Almirante Brown Arrecifes – Racing Córdoba 0:0 |
| 3 grudnia 2000    | General Paz Juniors Córdoba – Gimnasia y Esgrima Concepcion del Uruguay 0:4vo Britos, Ríos – Britos s, Leguizamón, Grelak k, Vendakis mecz przerwany w 85 minucie przy stanie 2:4 z powodu zajść na trybunach – zweryfikowany na walkower 0:4 |
| 3 grudnia 2000    | San Martín Tucumán – San Martín San Juan 0:1 Laciar |
| 6 marca 2001      | Villa Mitre Bahía Blanca – Gimnasia y Esgrima Jujuy 1:0 Larroque k dokończenie brakujących 13 minut meczu przerwanego 3 grudnia 2000 |

### Interior 20
| Data            | Mecz                                                                                               |
| --------------- | -------------------------------------------------------------------------------------------------- |
| 7 grudnia 2000  | Instituto Córdoba – Villa Mitre Bahía Blanca 7:0 D. Jiménez (2), Amato (2), Antuña (2), W. Jiménez |
| 8 grudnia 2000  | Atlético Tucumán – Almirante Brown Arrecifes 1:3 Cativa – Guerra, Colusso, Lovera                  |
| 8 grudnia 2000  | Independiente Rivadavia Mendoza – San Martín Mendoza 2:2 Favre k, Del Bosco – Batalla, Bermegui    |
| 9 grudnia 2000  | Gimnasia y Esgrima Concepcion del Uruguay – San Martín Tucumán 2:0 Leguizamón, Bernal              |
| 10 grudnia 2000 | Juventud Antoniana Salta – Atlético Rafaela 0:0                                                    |
| 10 grudnia 2000 | San Martín San Juan – Godoy Cruz Antonio Tomba 2:0 Caballero, Laciar                               |
| 10 grudnia 2000 | Racing Córdoba – General Paz Juniors Córdoba 2:0 Capdevilla, Watson                                |
| 10 grudnia 2000 | Gimnasia y Esgrima Jujuy – Cipolletti 4:0 Czornomaz (2), Sartori, A. González                      |

### Interior 21
| Data            | Mecz |
| --------------- | --- |
| 14 grudnia 2000 | Godoy Cruz Antonio Tomba – Gimnasia y Esgrima Concepcion del Uruguay 2:2 Dillon k, Dobrik – Iglesias, Grelak k |
| 15 grudnia 2000 | Olimpo Bahía Blanca – Juventud Antoniana Salta 3:2 Delorte, Gil, Gilardi – Velarde, Albornoz                   |
| 15 grudnia 2000 | San Martín Mendoza – Gimnasia y Esgrima Jujuy 3:2 Valdivieso (2), Raggio – Coronel, Czornomaz                  |
| 15 grudnia 2000 | Gral. Paz Juniors – Atlético Tucumán 1:3 Dertycia – Rami, Ábalos (2)                                           |
| 15 grudnia 2000 | San Martín Tucumán – Racing Córdoba 5:0 Pereyra, Chacana (2), Ruiz, J. Pérez                                   |
| 16 grudnia 2000 | Cipolletti – Instituto Córdoba 0:4 D. Jiménez (2), Antuña, Maldonado                                           |
| 17 grudnia 2000 | Almirante Brown Arrecifes – Independiente Rivadavia Mendoza 3:1 Guerra (3) – Aranzadi s                        |
| 17 grudnia 2000 | Atlético Rafaela – San Martín San Juan 2:4 Romero k, Torres – Artés, Caballero, Gómez, Marini                  |

### Interior 22
| Data          | Mecz                                                                                         |
| ------------- | -------------------------------------------------------------------------------------------- |
| 1 lutego 2001 | San Martín San Juan – Olimpo Bahía Blanca 3:0 Marini (2), Buena                              |
| 2 lutego 2001 | Villa Mitre Bahía Blanca – Cipolletti 2:2 Gerk, Larroque k – Martínez, Amorone               |
| 3 lutego 2001 | Instituto Córdoba – San Martín Mendoza 3:1 D. Jiménez (3, 1k) – Bermegui                     |
| 3 lutego 2001 | Racing Córdoba – Godoy Cruz Antonio Tomba 1:0 Gaboardi                                       |
| 4 lutego 2001 | Gimnasia y Esgrima Concepcion del Uruguay – Atlético Rafaela 0:1 Rosín                       |
| 4 lutego 2001 | Atlético Tucumán – San Martín Tucumán 2:1 Rami, Beltrán k – Ruiz                             |
| 4 lutego 2001 | Independiente Rivadavia Mendoza – General Paz Juniors Córdoba 1:2 Lemes – Dertycia, Cuello k |
| 4 lutego 2001 | Gimnasia y Esgrima Jujuy – Almirante Brown Arrecifes 0:1 Castano                             |

### Interior 23
| Data           | Mecz |
| -------------- | --- |
| 8 lutego 2001  | Almirante Brown Arrecifes – Instituto Córdoba 3:2 Lezcano, Pizarro, Castano – Felicia, D. Jiménez        |
| 9 lutego 2001  | Olimpo Bahía Blanca – Gimnasia y Esgrima Concepcion del Uruguay 2:2 Delorte, Pais – Iglesias, Leguizamón |
| 10 lutego 2001 | Atlético Rafaela – Racing Córdoba 3:2 Torres (2), Semino – Capdevilla (2)                                |
| 10 lutego 2001 | General Paz Juniors Córdoba – Gimnasia y Esgrima Jujuy 1:0 Díaz                                          |
| 10 lutego 2001 | Godoy Cruz Antonio Tomba – Atlético Tucumán 0:0                                                          |
| 11 lutego 2001 | San Martín Tucumán – Independiente Rivadavia Mendoza 2:0 Ortiz k, Ruiz                                   |
| 11 lutego 2001 | Juventud Antoniana Salta – San Martín San Juan 1:2 Silva k – Marini, Buena                               |
| 11 lutego 2001 | San Martín Mendoza – Villa Mitre Bahía Blanca 4:2 Bermegui (2), García, Villalba – Larroque k, Gerk      |

### Interior 24
| Data           | Mecz                                                                                          |
| -------------- | --------------------------------------------------------------------------------------------- |
| 15 lutego 2001 | Gimnasia y Esgrima Concepcion del Uruguay – Juventud Antoniana Salta 1:0 Montalbetti          |
| 16 lutego 2001 | Racing Córdoba – Olimpo Bahía Blanca 1:0 Bértola                                              |
| 16 lutego 2001 | Gimnasia y Esgrima Jujuy – San Martín Tucumán 2:1 Testa, Balvorín – Contreras                 |
| 16 lutego 2001 | Villa Mitre Bahía Blanca – Almirante Brown Arrecifes 2:2 Severini, Gerk – Lovera (2)          |
| 16 lutego 2001 | Instituto Córdoba – General Paz Juniors Córdoba 0:0                                           |
| 16 lutego 2001 | Atlético Tucumán – Atlético Rafaela 1:2 Rami – Ruiz Díaz – Bonet                              |
| 16 lutego 2001 | Cipolletti – San Martín Mendoza 0:1 Bermegui                                                  |
| 18 lutego 2001 | Independiente Rivadavia Mendoza – Godoy Cruz Antonio Tomba 2:2 Del Bosco, Favre – Abaurre (2) |

### Interior 25
| Data           | Mecz |
| -------------- | --- |
| 21 lutego 2001 | Almirante Brown Arrecifes – Cipolletti 4:1 Lovera (2), Lezcano k, Martínez – Dupre                                     |
| 21 lutego 2001 | General Paz Juniors Córdoba – Villa Mitre Bahía Blanca 3:4 Colazo, Díaz, Dertycia – Minor, Severini, Boggio k, Hidalgo |
| 21 lutego 2001 | Atlético Rafaela – Independiente Rivadavia Mendoza 1:2 Torres – Álvarez, Del Bosco                                     |
| 21 lutego 2001 | Olimpo Bahía Blanca – Atlético Tucumán 3:1 Delorte (2), Martínez – Márquez                                             |
| 21 lutego 2001 | San Martín Tucumán – Instituto Córdoba 0:1 Amato                                                                       |
| 21 lutego 2001 | Godoy Cruz Antonio Tomba – Gimnasia y Esgrima Jujuy 1:1 Dillon k – Almaraz                                             |
| 21 lutego 2001 | Juventud Antoniana Salta – Racing Córdoba 2:3 Silva k, Aguirre – Watson (2), Salas                                     |
| 21 lutego 2001 | San Martín San Juan – Gimnasia y Esgrima Concepcion del Uruguay 4:0 Marini (2, 1k), Laciar, Cavallero                  |

### Interior 26
| Data           | Mecz                                                                              |
| -------------- | --------------------------------------------------------------------------------- |
| 25 lutego 2001 | San Martín Mendoza – Almirante Brown Arrecifes 0:0                                |
| 25 lutego 2001 | Racing Córdoba – San Martín San Juan 2:1 Watson, Becerra k – Berza                |
| 25 lutego 2001 | Villa Mitre Bahía Blanca – San Martín Tucumán 2:1 Salas, Gerk – Contreras         |
| 25 lutego 2001 | Gimnasia y Esgrima Jujuy – Atlético Rafaela 1:0 Czornomaz k                       |
| 25 lutego 2001 | Instituto Córdoba – Godoy Cruz Antonio Tomba 2:0 Antuña, Ríos                     |
| 25 lutego 2001 | Atlético Tucumán – Juventud Antoniana Salta 4:1 Márquez, Pavón (2), Rami – Alfaro |
| 25 lutego 2001 | Cipolletti – General Paz Juniors Córdoba 2:1 Homann (2) – Dertycia                |
| 25 lutego 2001 | Independiente Rivadavia Mendoza – Olimpo Bahía Blanca 2:0 Favre, Real             |

### Interior 27
| Data         | Mecz |
| ------------ | --- |
| 1 marca 2001 | San Martín San Juan – Atlético Tucumán 1:1 Molina – Ábalos                                                         |
| 2 marca 2001 | San Martín Tucumán – Cipolletti 2:3 Díaz, Ruiz – Díaz s, Amorone, Urbano                                           |
| 2 marca 2001 | Godoy Cruz Antonio Tomba – Villa Mitre Bahía Blanca 3:2 Dillon, Oldrá, Abaurre – Minor, Severini                   |
| 3 marca 2001 | Juventud Antoniana Salta – Independiente Rivadavia Mendoza 1:0 Jara                                                |
| 3 marca 2001 | General Paz Juniors Córdoba – San Martín Mendoza 2:2 Módica, Maruán – Villalba, Bermegui                           |
| 3 marca 2001 | Gimnasia y Esgrima Concepcion del Uruguay – Racing Córdoba 2:1 Leguizamón, Casal – Watson                          |
| 4 marca 2001 | Atlético Rafaela – Instituto Córdoba 3:5 Torres, F. Sánchez, Rosín – Barrionuevo, D. Jiménez (2), C. Sánchez, Ríos |
| 4 marca 2001 | Olimpo Bahía Blanca – Gimnasia y Esgrima Jujuy 1:2 Pais – Balvorín, Sartori                                        |

### Interior 28
| Data          | Mecz |
| ------------- | --- |
| 8 marca 2001  | Almirante Brown Arrecifes – General Paz Juniors Córdoba 1:0 Osella                                                                     |
| 9 marca 2001  | San Martín Mendoza – San Martín Tucumán 0:1 Acosta mecz przerwany w 90 minucie z powodu zamieszek na trybunach – wynik meczu zachowano |
| 9 marca 2001  | Cipolletti – Godoy Cruz Antonio Tomba 2:4 Urbano (2, 1k) – Dillon, Abaurre, Oste, Martínez                                             |
| 10 marca 2001 | Villa Mitre Bahía Blanca – Atlético Rafaela 2:1 Severini, Luppino – Torres                                                             |
| 11 marca 2001 | Instituto Córdoba – Olimpo Bahía Blanca 2:0 Felicia, Amato                                                                             |
| 11 marca 2001 | Gimnasia y Esgrima Jujuy – Juventud Antoniana Salta 2:1 Sartori, Czornomaz – Pérez                                                     |
| 11 marca 2001 | Atlético Tucumán – Gimnasia y Esgrima Concepcion del Uruguay 1:1 Ávalos – Grelak                                                       |
| 11 marca 2001 | Independiente Rivadavia Mendoza – San Martín San Juan 1:1 García – Buena                                                               |

### Interior 29
| Data          | Mecz |
| ------------- | --- |
| 15 marca 2001 | Atlético Rafaela – Cipolletti 7:1 Torres (3), Rosín (2), Barrientos, Morales s – San Martín                                                                           |
| 15 marca 2001 | Gimnasia y Esgrima Concepcion del Uruguay – Independiente Rivadavia Mendoza 1:0 Grelak k                                                                              |
| 16 marca 2001 | San Martín Tucumán – Almirante Brown Arrecifes 0:2 Garate, Guerra |
| 16 marca 2001 | Juventud Antoniana Salta – Instituto Córdoba 0:0 |
| 16 marca 2001 | San Martín San Juan – Gimnasia y Esgrima Jujuy 1:1 Buena – Czornomaz                                                                                                  |
| 16 marca 2001 | Racing Córdoba – Atlético Tucumán 2:1 Gaboardi, Bértola – Kalujerovich mecz przerwany w 45 minucie, ponieważ klub Atlético Tucumán miał już tylko 6 graczy na murawie |
| 17 marca 2001 | Godoy Cruz Antonio Tomba – San Martín Mendoza 1:1 Dillon k – Arrieta                                                                                                  |
| 17 marca 2001 | Olimpo Bahía Blanca – Villa Mitre Bahía Blanca 1:0 Martínez |

### Interior 31
| Data          | Mecz |
| ------------- | --- |
| 23 marca 2001 | Atlético Rafaela – Almirante Brown Arrecifes 1:0 Torres                                                            |
| 25 marca 2001 | Atlético Tucumán – Independiente Rivadavia Mendoza 0:0                                                             |
| 25 marca 2001 | Olimpo Bahía Blanca – San Martín Mendoza 1:1 Delorte – Panella                                                     |
| 25 marca 2001 | Juventud Antoniana Salta – Cipolletti 3:2 Alfaro, Velarde, Silva – Homann, Urbano                                  |
| 25 marca 2001 | San Martín San Juan – Villa Mitre Bahía Blanca 2:1 Laciar, Marini – Severini                                       |
| 25 marca 2001 | Racing Córdoba – Gimnasia y Esgrima Jujuy 4:0 Watson (2), Sartori s, Becerra k                                     |
| 25 marca 2001 | Godoy Cruz Antonio Tomba – General Paz Juniors Córdoba 4:2 Dillon k, Almeida, Abaurre, Oldrá – Dertycia k, Alarcón |
| 25 marca 2001 | Gimnasia y Esgrima Concepcion del Uruguay – Instituto Córdoba 1:1 Barrionuevo s – Cervera                          |

### Interior 32
| Data          | Mecz |
| ------------- | --- |
| 29 marca 2001 | Almirante Brown Arrecifes – Olimpo Bahía Blanca 0:2 Grecco, Álvarez                                        |
| 30 marca 2001 | Gimnasia y Esgrima Jujuy – Atlético Tucumán 1:1 Cravero – Bustamante                                       |
| 30 marca 2001 | Cipolletti – San Martín San Juan 1:1 Morales – Gómez                                                       |
| 30 marca 2001 | San Martín Mendoza – Juventud Antoniana Salta 0:1 Romay                                                    |
| 30 marca 2001 | General Paz Juniors Córdoba – Atlético Rafaela 1:2 Módica – Barrientos, Rosín                              |
| 30 marca 2001 | San Martín Tucumán – Godoy Cruz Antonio Tomba 2:1 Contreras, Ruiz – Hormaechea                             |
| 31 marca 2001 | Villa Mitre Bahía Blanca – Gimnasia y Esgrima Concepcion del Uruguay 1:3 Larroque k – Monge, Bernal, Casal |
| 31 marca 2001 | Instituto Córdoba – Racing Córdoba 4:0 Antuña, Amato (2), Smiegel                                          |

### Interior 30
| Data            | Mecz                                                                                        |
| --------------- | ------------------------------------------------------------------------------------------- |
| 3 kwietnia 2001 | Gimnasia y Esgrima Jujuy – Gimnasia y Esgrima Concepcion del Uruguay 1:1 Herrera – Iglesias |
| 3 kwietnia 2001 | Instituto Córdoba – San Martín San Juan 2:1 Jiménez, Amato – Buena                          |
| 3 kwietnia 2001 | Villa Mitre Bahía Blanca – Juventud Antoniana Salta 0:0                                     |
| 3 kwietnia 2001 | Cipolletti – Olimpo Bahía Blanca 2:1 Urbano (2) – Delorte                                   |
| 3 kwietnia 2001 | San Martín Mendoza – Atlético Rafaela 2:1 Panella, Raggio – Torres                          |
| 3 kwietnia 2001 | Almirante Brown Arrecifes – Godoy Cruz Antonio Tomba 2:2 Guerra, Lezcano k – Dillon (2, 1k) |
| 3 kwietnia 2001 | General Paz Juniors Córdoba – San Martín Tucumán 3:2 Migliori, Ríos, Pizarro k – Ruiz (2)   |
| 4 kwietnia 2001 | Independiente Rivadavia Mendoza – Racing Córdoba 3:0 Paratore (2), Lemes                    |

### Interior 33
| Data            | Mecz                                                                                         |
| --------------- | -------------------------------------------------------------------------------------------- |
| 7 kwietnia 2001 | Juventud Antoniana Salta – Almirante Brown Arrecifes 0:0                                     |
| 7 kwietnia 2001 | Atlético Rafaela – San Martín Tucumán 4:2 Del Bono, Torres (2), Godinovic – César, Argañaraz |
| 7 kwietnia 2001 | Olimpo Bahía Blanca – General Paz Juniors Córdoba 2:3 Álvarez, Pais – Elúa, Ríos, Maruán     |
| 8 kwietnia 2001 | Atlético Tucumán – Instituto Córdoba 1:1 San Román – Felicia                                 |
| 8 kwietnia 2001 | San Martín San Juan – San Martín Mendoza 1:2 Buena – Villalba (2)                            |
| 8 kwietnia 2001 | Racing Córdoba – Villa Mitre Bahía Blanca 2:0 Capdevilla, Salas                              |
| 8 kwietnia 2001 | Gimnasia y Esgrima Concepcion del Uruguay – Cipolletti 0:0                                   |
| 8 kwietnia 2001 | Independiente Rivadavia Mendoza – Gimnasia y Esgrima Jujuy 0:2 Piro, Saccone                 |

### Interior 34
| Data             | Mecz |
| ---------------- | --- |
| 12 kwietnia 2001 | Instituto Córdoba – Independiente Rivadavia Mendoza 4:1 D. Jiménez (2, 1k), Antuña, W. Jiménez – Lucero |
| 14 kwietnia 2001 | Almirante Brown Arrecifes – San Martín San Juan 1:2 Lezcano – Marini, Berza                             |
| 14 kwietnia 2001 | Villa Mitre Bahía Blanca – Atlético Tucumán 2:1 Zwenger, Pelanda – Osores                               |
| 14 kwietnia 2001 | Godoy Cruz Antonio Tomba – Atlético Rafaela 4:2 Martínez, Torresi, Oste, Dillon – Torres, Godinovich    |
| 15 kwietnia 2001 | San Martín Tucumán – Olimpo Bahía Blanca 3:0 Acosta (2), Pereyra                                        |
| 15 kwietnia 2001 | General Paz Juniors Córdoba – Juventud Antoniana Salta 1:2 Ríos – Silva, Contreras                      |
| 15 kwietnia 2001 | Cipolletti – Racing Córdoba 2:2 Martínez, Urbano k – Leiva, Caminos                                     |
| 15 kwietnia 2001 | San Martín Mendoza – Gimnasia y Esgrima Concepcion del Uruguay 3:0 Demaría, Raggio k, Córdoba           |

### Tabela Zona Interior
| Poz | Klub                                      | Mecze | Zw | Rem | Por | Pkt | BrZd | BrStr |
| --- | ----------------------------------------- | ----- | -- | --- | --- | --- | ---- | ----- |
| 1   | Instituto Córdoba                         | 32    | 21 | 8   | 3   | 71  | 71   | 23    |
| 2   | Gimnasia y Esgrima Concepcion del Uruguay | 32    | 15 | 10  | 7   | 55  | 42   | 32    |
| 3   | Racing Córdoba                            | 32    | 15 | 7   | 10  | 52  | 43   | 42    |
| 4   | San Martín Mendoza                        | 32    | 14 | 9   | 9   | 51  | 45   | 35    |
| 5   | San Martín San Juan                       | 32    | 14 | 8   | 10  | 50  | 44   | 33    |
| 6   | Almirante Brown Arrecifes                 | 32    | 14 | 11  | 8   | 50  | 44   | 37    |
| 7   | Gimnasia y Esgrima Jujuy                  | 32    | 14 | 8   | 10  | 50  | 39   | 32    |
| 8   | Atlético Rafaela                          | 32    | 13 | 6   | 13  | 45  | 48   | 47    |
| 9   | Godoy Cruz Antonio Tomba                  | 32    | 12 | 8   | 12  | 44  | 46   | 47    |
| 10  | Atlético Tucumán                          | 32    | 11 | 10  | 11  | 43  | 38   | 38    |
| 11  | Villa Mitre Bahía Blanca                  | 32    | 13 | 4   | 15  | 43  | 41   | 51    |
| 12  | Juventud Antoniana Salta                  | 32    | 12 | 7   | 13  | 43  | 32   | 43    |
| 13  | Independiente Rivadavia Mendoza           | 32    | 9  | 8   | 15  | 35  | 38   | 37    |
| 14  | San Martín Tucumán                        | 32    | 9  | 5   | 18  | 32  | 35   | 42    |
| 15  | Olimpo Bahía Blanca                       | 32    | 9  | 5   | 18  | 32  | 36   | 52    |
| 16  | General Paz Juniors Córdoba               | 32    | 7  | 8   | 17  | 29  | 36   | 53    |
| 17  | Cipolletti                                | 32    | 5  | 10  | 17  | 25  | 34   | 69    |

### Tabela spadkowa Interior
| Poz | Klub                                      | 1998/99 pkt | 1999/00 pkt | 2000/01 pkt | Razem pkt/mecze | Średnia |
| --- | ----------------------------------------- | ----------- | ----------- | ----------- | --------------- | ------- |
| 1   | Instituto Córdoba                         | 57          | 0           | 71          | 128/62          | 2.064   |
| 2   | Gimnasia y Esgrima Jujuy                  | 0           | 0           | 50          | 50/32           | 1.562   |
| 3   | Atlético Rafaela                          | 44          | 51          | 45          | 140/92          | 1.522   |
| 4   | Gimnasia y Esgrima Concepcion del Uruguay | 37          | 47          | 55          | 139/92          | 1.511   |
| 5   | San Martín Mendoza                        | 38          | 50          | 51          | 139/92          | 1.511   |
| 6   | Racing Córdoba                            | 0           | 38          | 52          | 90/62           | 1.452   |
| 7   | Juventud Antoniana Salta                  | 46          | 46          | 43          | 135/92          | 1.467   |
| 8   | San Martín San Juan                       | 36          | 49          | 50          | 135/92          | 1.467   |
| 9   | Almirante Brown Arrecifes                 | 42          | 40          | 50          | 132/92          | 1.435   |
| 10  | Atlético Tucumán                          | 57          | 29          | 43          | 129/92          | 1.402   |
| 11  | Villa Mitre Bahía Blanca                  | 0           | 41          | 43          | 84/62           | 1.355   |
| 12  | Independiente Rivadavia Mendoza           | 0           | 45          | 35          | 80/62           | 1.290   |
| 13  | Godoy Cruz Antonio Tomba                  | 30          | 43          | 44          | 117/92          | 1.272   |
| 14  | Olimpo Bahía Blanca                       | 43          | 41          | 32          | 116/92          | 1.261   |
| 15  | San Martín Tucumán                        | 46          | 28          | 32          | 106/92          | 1.152   |
| 16  | Cipolletti                                | 53          | 23          | 25          | 101/92          | 1.098   |
| 17  | General Paz Juniors Córdoba               | 0           | 0           | 29          | 29/32           | 0.906   |

## Tabela spadkowa ogólna
Ogólna tabela spadkowa miała na celu wyłonienie trzech spadkowiczów poza czterema wyłonionymi przez strefowe tabele spadkowe. Łącznie z drugiej ligi spadło 7 klubów.
| Poz | Klub                                      | 1998/99 pkt | 1999/00 pkt | 2000/01 pkt | Razem pkt/mecze | Średnia |
| --- | ----------------------------------------- | ----------- | ----------- | ----------- | --------------- | ------- |
| 1   | Instituto Córdoba                         | 57          | 0           | 71          | 128/62          | 2.064   |
| 2   | CA Argentino de Quilmes                   | 47          | 63          | 50          | 160/90          | 1.778   |
| 3   | Arsenal Sarandí Buenos Aires              | 57          | 55          | 44          | 156/90          | 1.733   |
| 4   | CA Banfield                               | 43          | 59          | 49          | 151/90          | 1.678   |
| 5   | Gimnasia y Esgrima Jujuy                  | 0           | 0           | 50          | 50/32           | 1.562   |
| 6   | Atlético Rafaela                          | 44          | 51          | 45          | 140/92          | 1.522   |
| 7   | Gimnasia y Esgrima Concepcion del Uruguay | 37          | 47          | 55          | 139/92          | 1.511   |
| 8   | San Martín Mendoza                        | 38          | 50          | 51          | 139/92          | 1.511   |
| 9   | Racing Córdoba                            | 0           | 38          | 52          | 90/62           | 1.452   |
| 10  | Juventud Antoniana Salta                  | 46          | 46          | 43          | 135/92          | 1.467   |
| 11  | San Martín San Juan                       | 36          | 49          | 50          | 135/92          | 1.467   |
| 12  | Almirante Brown Arrecifes                 | 42          | 40          | 50          | 132/92          | 1.435   |
| 13  | Atlético Tucumán                          | 57          | 29          | 43          | 129/92          | 1.402   |
| 14  | Defensa y Justicia Buenos Aires           | 44          | 52          | 29          | 125/90          | 1.389   |
| 15  | Villa Mitre Bahía Blanca                  | 0           | 41          | 43          | 84/62           | 1.355   |
| 16  | CA Platense                               | 0           | 45          | 33          | 78/58           | 1.345   |
| 17  | Independiente Rivadavia Mendoza           | 0           | 45          | 35          | 80/62           | 1.290   |
| 18  | Godoy Cruz Antonio Tomba                  | 30          | 43          | 44          | 117/92          | 1.272   |
| 19  | CA Tigre                                  | 43          | 45          | 26          | 114/90          | 1.267   |
| 20  | Club El Porvenir                          | 45          | 50          | 19          | 114/90          | 1.267   |
| 21  | Nueva Chicago Buenos Aires                | 44          | 33          | 37          | 114/90          | 1.267   |
| 22  | Olimpo Bahía Blanca                       | 43          | 41          | 32          | 116/92          | 1.261   |
| 23  | Central Córdoba Rosario                   | 43          | 38          | 31          | 112/90          | 1.244   |
| 24  | CA All Boys                               | 51          | 29          | 30          | 110/90          | 1.222   |
| 25  | San Miguel Buenos Aires                   | 43          | 35          | 28          | 106/90          | 1.178   |
| 26  | San Martín Tucumán                        | 46          | 28          | 32          | 106/92          | 1.152   |
| 27  | Cipolletti                                | 53          | 23          | 25          | 101/92          | 1.098   |
| 28  | CA Estudiantes                            | 0           | 0           | 24          | 24/24           | 1.000   |
| 29  | General Paz Juniors Córdoba               | 0           | 0           | 29          | 29/32           | 0.906   |
| 30  | Ferro Carril Oeste                        | 0           | 0           | 18          | 18/24           | 0.750   |

## Pierwsze baraże

### Półfinał
| Data             | Mecz |
| ---------------- | --- |
| 22 kwietnia 2001 | Gimnasia y Esgrima Concepcion del Uruguay – CA Argentino de Quilmes 0:1 Bordi |
| 22 kwietnia 2001 | CA Banfield – Instituto Córdoba 2:2 Sanguinetti, Leeb – D. Jiménez, Smigiel |
| 28 kwietnia 2001 | CA Argentino de Quilmes – Gimnasia y Esgrima Concepcion del Uruguay 0:1 Grelak k wobec równego bilansu dwumeczu do finału awansował klub CA Argentino de Quilmes ze względu na lepszy dorobek punktowo-bramkowy uzyskany w sezonie |
| 29 kwietnia 2001 | Instituto Córdoba – CA Banfield 1:2 D. Jiménez – González, Sánchez k |

### Finał
| Data         | Mecz                                                                                            |
| ------------ | ----------------------------------------------------------------------------------------------- |
| 12 maja 2001 | CA Banfield – CA Argentino de Quilmes 2:1 Leeb, Forestello – Clementz                           |
| 20 maja 2001 | CA Argentino de Quilmes – CA Banfield 2:4 Giampietri (2) – Sánchez k, Leeb, Del Río, Forestello |

Klub CA Banfield został mistrzem drugiej ligi argentyńskiej i awansował do I ligi (Primera División).
Finalista, czyli klub CA Argentino de Quilmes, zachował szansę na awans w starciu z klubem pierwszoligowym.

## Drugie baraże

### Pierwsza runda
| Data             | Mecz |
| ---------------- | --- |
| 19 kwietnia 2001 | Almirante Brown Arrecifes – Arsenal Sarandí Buenos Aires 1:0 Guerra |
| 21 kwietnia 2001 | Central Córdoba Rosario – Racing Córdoba 4:0 Jeandet (2), Medina, Aira k |
| 21 kwietnia 2001 | CA Platense – San Martín Mendoza 1:0 Formidábile |
| 22 kwietnia 2001 | San Martín San Juan – Nueva Chicago Buenos Aires 2:2 Molina, Buena – Jesús, Barbona |
| 26 kwietnia 2001 | Racing Córdoba – Central Córdoba Rosario 2:1 Capdevilla, Rezzónico – Zabala |
| 28 kwietnia 2001 | Arsenal Sarandí Buenos Aires – Almirante Brown Arrecifes 0:0 |
| 28 kwietnia 2001 | Nueva Chicago Buenos Aires – San Martín San Juan 1:0 Herbella |
| 29 kwietnia 2001 | San Martín Mendoza – CA Platense 1:0 Velázquez mecz przerwany w 45 minucie przy stanie 1:0 – po kontuzji sędziego piłkarze Platense opuścili plac gry ponieważ wynik dwumeczu był remisowy, dalej awansował klub San Martín dzięki lepszemu dorobkowi punktowo-bramkowemu |

### Druga runda
| Data         | Mecz |
| ------------ | --- |
| 12 maja 2001 | Nueva Chicago Buenos Aires – Gimnasia y Esgrima Concepcion del Uruguay 0:1 Bernal |
| 12 maja 2001 | Almirante Brown Arrecifes – San Martín Mendoza 1:1 Martínez – Bermegui |
| 13 maja 2001 | Central Córdoba Rosario – Instituto Córdoba 1:3 Santa Cruz k – W. Jiménez, Antuña, Rimoldi |
| 17 maja 2001 | Gimnasia y Esgrima Concepcion del Uruguay – Nueva Chicago Buenos Aires 0:2 C. Gómez, Sánchez |
| 18 maja 2001 | Instituto Córdoba – Central Córdoba Rosario 3:1 Amato, D. Jiménez (2) – Jeandet |
| 19 maja 2001 | San Martín Mendoza – Almirante Brown Arrecifes 2:2 Morán (2) – Lezcano k, Paz wynik dwumeczu był remisowy (3:3), toteż klub San Martín awansował do dalszych gier dzięki lepszemu dorobkowi punktowo-bramkowemu |

### Półfinał
| Data         | Mecz                                                                   |
| ------------ | ---------------------------------------------------------------------- |
| 26 maja 2001 | Nueva Chicago Buenos Aires – CA Argentino de Quilmes 1:0 O. Gómez      |
| 27 maja 2001 | San Martín Mendoza – Instituto Córdoba 1:0 Bermegui                    |
| 30 maja 2001 | CA Argentino de Quilmes – Nueva Chicago Buenos Aires 0:0               |
| 30 maja 2001 | Instituto Córdoba – San Martín Mendoza 3:1 Amato (2), Rimoldi – García |

### Finał
| Data           | Mecz                                                                                         |
| -------------- | -------------------------------------------------------------------------------------------- |
| 2 czerwca 2001 | Nueva Chicago Buenos Aires – Instituto Córdoba 1:0 Manrique                                  |
| 9 czerwca 2001 | Instituto Córdoba – Nueva Chicago Buenos Aires 2:3 Felicia, Brusco k – Sánchez, O. Gómez (2) |

Klub Nueva Chicago Buenos Aires został wicemistrzem drugiej ligi i awansował do pierwszej ligi argentyńskiej.
Finalista, czyli klub Instituto Córdoba zachował szansę na awans w starciu z klubem pierwszoligowym.

## Baraże o awans do I ligi
| Data            | Mecz                                                                        |
| --------------- | --------------------------------------------------------------------------- |
| 13 czerwca 2001 | CA Argentino de Quilmes – Belgrano Córdoba 1:0 Alayes                       |
| 13 czerwca 2001 | Instituto Córdoba – Argentinos Juniors Buenos Aires 0:0                     |
| 16 czerwca 2001 | Belgrano Córdoba – CA Argentino de Quilmes 1:0 Mugnaini                     |
| 16 czerwca 2001 | Argentinos Juniors Buenos Aires – Instituto Córdoba 1:1 Zagharián – Sánchez |

Oba zespoły pierwszoligowe, Argentinos Juniors Buenos Aires i Belgrano Córdoba, pomimo równego bilansu utrzymały się w pierwszej lidze, gdyż w barażu o awans do pierwszej ligi zespół aspirujący do pierwszej ligi, by awansować, musiał być lepszy w dumeczu. Równy bilans dwumeczu faworyzował drużyny broniące się przed spadkiem.